# Света Петка (Сечаница)
„Света Петка“ (на сръбски: Црква Свете Петке) е православна църква в нишкото село Сечаница, Сърбия. Църквата е енорийски храм на Нишката епархия на Сръбската православна църква.

## Местоположение
Църквата е гробищен храм, разположен на 2 km югозападно от селото.

## История
Според традицията храмът произхожда от периода на Неманичите и е разрушен при турското завоевание. Същото предание разказва, че храмът е обновен от турчин, в знак на благодарност, че слепият му син прогледнал, когато се е умил на чудотворното аязмо на света Петка, което още съществува недалеч от храма. Този храм е разрушен от турците в Сръбско-турската война в 1877 година. Църквата е обновена в 1905 година върху основите на този по-стар храм. Осветен е от епископ Никанор Нишки. Изписана е в 1904 година от видния дебърски майстор Георги Зографски. Реновирана е в 2002 година и е осветен отново от епископ Ириней Нишки.

## Блежки
1. 1 2 3  Азбресничка парохија. Храмови у парохији //   Епархија нишка.  Архивиран от оригинала на 2021-11-10. Посетен на 10 ноември 2021 г. (на сръбски)
2. ↑  Николовски, Дарко. Фото архива на Антоние Николовски за Македонските зографи од крајот на XIX и почетокот на XX век: (Андонов, Зографски и Ванѓеловиќ).   Скопје, Едиција Културно наследство, Министерство за култура на Р. С. Македонија, 2020. с. 171-172. (на македонска литературна норма)